# Metallata inexacta
Metallata inexacta är en fjärilsart som beskrevs av Walker 1865. Metallata inexacta ingår i släktet Metallata och familjen nattflyn. Inga underarter finns listade i Catalogue of Life.